# Ejner Bech
Nils Peter Ejner Bech (15. maj 1913 i Kolding - 5. maj 1956 i Kolding) var en dansk kapgænger medlem af Kolding IF.
Ejner Bech deltog i 50km gang på OL 1936 i Berlin, men brød løbet.

## Personlig rekord
- 50km gang: 4,58,50 (1936).